# Marcatore (linguistica)
In linguistica, un marcatore grammaticale è un morfema libero o rilegato che indica la funzione grammaticale della parola, frase o frase contrassegnata. Più caratteristicamente, i marcatori si presentano come clitici o affissi flessionali . Nelle lingue analitiche (dall'inglese «analytic languages»; nella linguistica italiana non è considerata come categoria separata) e nelle lingue agglutinanti, i marcatori sono generalmente facilmente distinguibili. Nelle lingue fusionali e nelle lingue polisintetiche, spesso non è così. Ad esempio, in latino, una lingua altamente fusionale, la parola amō ("io amo") è contrassegnata dal suffisso -ō per stato d'animo indicativo, voce attiva, prima persona, singolare, tempo presente. I linguaggi analitici tendono ad avere un numero relativamente limitato di marcatori.
I marcatori dovrebbero essere distinti dal concetto linguistico di marcatezza . Una forma non contrassegnata è la forma "neutra" di base di una parola, tipicamente usata come lemma del dizionario, come ad esempio, in inglese, per i sostantivi il singolare (ad esempio gatto contro gatti ) e per i verbi l'infinito (ad esempio mangiare contro mangia, mangiato e mangiato ). Le forme non contrassegnate (ad esempio il caso nominativo in molte lingue) tendono ad avere meno probabilità di avere contrassegni, ma questo non è vero per tutte le lingue (confronta il latino). Al contrario, una forma marcata può avere l'affisso zero, come il genitivo plurale di alcuni sostantivi russi (es. сапо́г ). In alcune lingue, le stesse forme di un marcatore hanno molteplici funzioni, ad esempio quando vengono utilizzate in diversi casi o declinazioni (ad esempio -īs in latino).